# Boljevići (Czarnogóra)
Boljevići (cyr. Бољевићи) – wieś w Czarnogórze, w gminie Bar. W 2011 roku liczyła 182 mieszkańców.